# Наше Дєло
«Наше Дєло» (рос. «Наше Дело») — суспільно-економічний і кооперативний журнал для робітників, селян, сільської інтелігенції й кооперативів, який видавався в Києві 1909–13. Редактор-видавець — О. І. Гдешинський. Друкувалися статті та матеріали на соціально-економічні теми, а також розвідки, присвячені теорії і практиці кооперативного руху, зокрема питанням робітничої та сільськогосподарської кооперації, огляди внутрішньополітичного життя Російської імперії, інформація, хроніка тощо. Часопис містив безплатний популярний додаток.